# Feurich

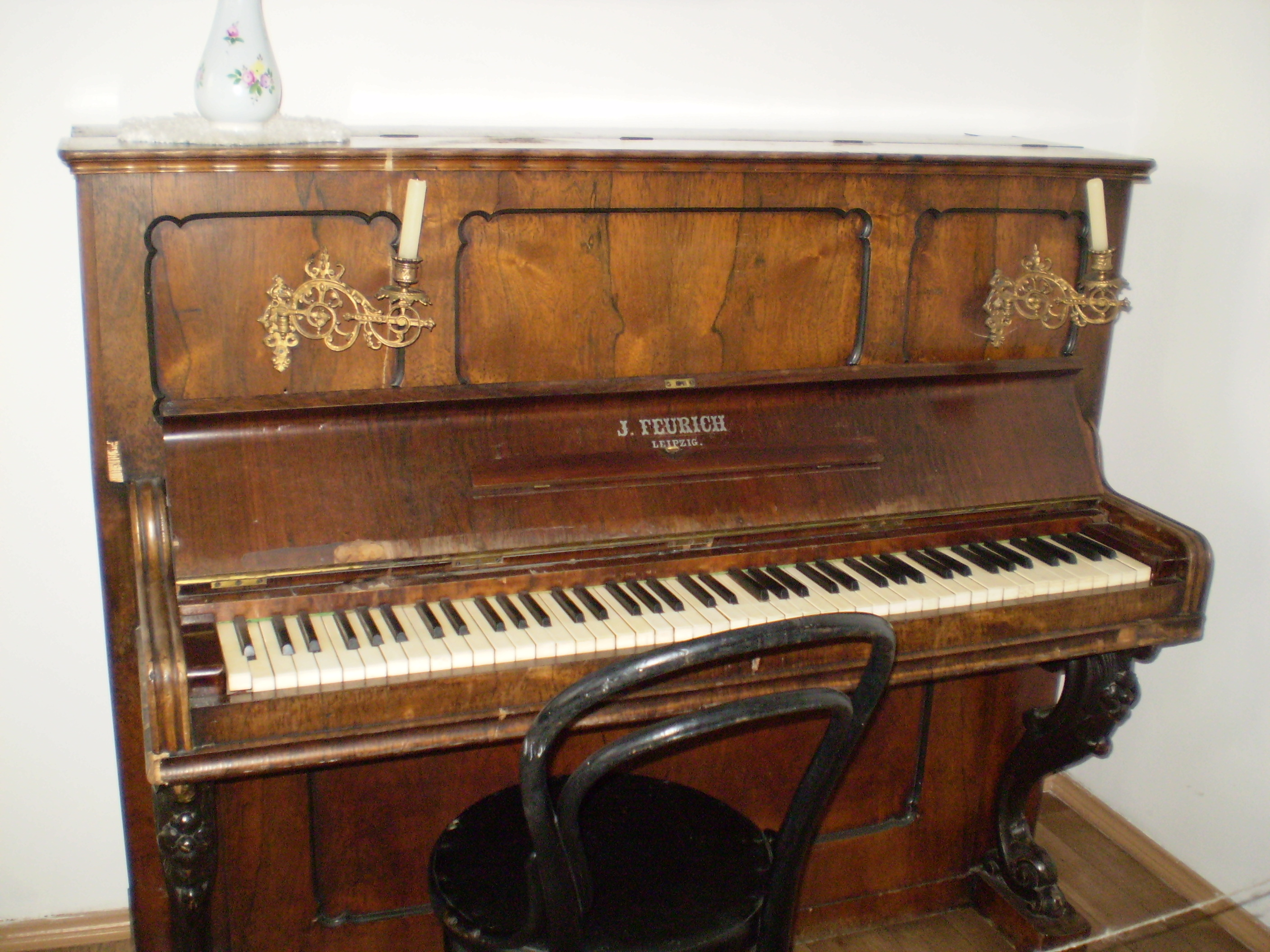
Piano droit Feurich.

Feurich est une marque de piano créée en 1851 à Leipzig en Allemagne (Saxe). Aujourd’hui, les instruments sont fabriqués à Hailun, en Chine mais la production du modèle phare de la marque, le Mod. 123 Vienne, est réalisé à la main en plein cœur de Vienne, dans le 6e arrondissement. Tous ces pianos sont vendus dans le 7e arrondissement, à la Klaviergalerie de FEURICH Pianoforte GmbH.

## Histoire
Leipzig était à la fois proche de Paris, de Londres et de Vienne, des villes importantes dans l’histoire européenne de la culture musicale. En plus de cet avantage géographique et culturel, c'était une ville commerçante dynamique, qui abritait un réseau international important et une classe moyenne aisée. C’est ici que fonda Julius Gustav Feurich (1821 -1900) la Pianofortefabrik Feurich en 1851.
D’années en année, la production s’agrandit et se modernise, permettant de construire des pianos en quantités plus importante.
Suivant Feurich, les fabricants de pianos Blüthner, Schimmel, Gebr. Zimmermann et Hupfeld, ainsi que des industries liées se sont aussi installées à Leipzig. Juilius Gustav Feurich et Hermann Heinrich Feurich ont reçu par la suite le titre de fournisseur de la Cour Royale du Royaume de Saxe.
Lorsque le piano mécanique apparaît, Feurich travaille avec des entreprises leader dans ce domaine. Il lie à cette occasion une amitié importante avec Hugo Popper, un concepteur d’instruments mécaniques. Le système « Welte-Mignon » a été conçu par M. Welte & Söhne, Phonola von Hupfeld et par Duca von Phillips.
Mais les guerres mondiales apportent leur lot de difficulté pour ces constructeurs : au lieu de pianos, leurs usines doivent désormais produire des emballages pour divers articles de guerre.
En 1943, l’usine fut bombardée. La marque se déplace donc à Langlau et coopère avec la société Euterpe. Lorsque cette dernière est vendue à Bechstein, les actions de Feurich sont rachetées pour conserver son indépendance. La production entière se déplace donc à Gunzenhausen.
Aujourd’hui, la marque mise sur la qualité de ses pianos en alliant innovations majeures en termes de facture de piano et efficacité de la production chinoise à Ningbo. Les pianos sont donc produits en Chine et terminés (réglage, accord, harmonisation) en plein cœur de Vienne.